# Reinwardtiodendron anamalaiense
Reinwardtiodendron anamalaiense är en tvåhjärtbladig växtart som först beskrevs av Richard Henry Beddome, och fick sitt nu gällande namn av D.J. Mabberley. Reinwardtiodendron anamalaiense ingår i släktet Reinwardtiodendron och familjen Meliaceae. Inga underarter finns listade i Catalogue of Life.